# 玉鹿市役所 ええじゃない課
『玉鹿市役所 ええじゃない課』（たましかしやくしょ ええじゃないか）は、山上たつひこによる日本のギャグ漫画作品。『週刊少年チャンピオン』（秋田書店）にて連載された。単行本は少年チャンピオン・コミックスより刊行。全6巻で、爆笑コミックスに分類されている。

## 概要
架空の都市である玉鹿市の市役所（ちなみに市役所の住所は、○○県玉鹿市豚唐子町への13番2号となっている）を舞台に繰り広げられる、一話完結式のギャグ漫画である。がきデカに見られるようなボケとツッコミ役が固定しておらず、状況に応じて入れ替わるのが特徴である。

## 登場人物

### ええじゃない課
以下の6人は、全て独身寮に住んでいる。一号室は松坂、二号室は須崎、三号室は御山田、四号室は小島、五号室は浅野、六号室は小林となっている。
須崎 瑛（すざき えい）
主人公。昭和38年6月3日生まれ。身長171cm。体重57kg。血液型O。両親と兄姉あり。玉鹿高校卒。高校ではレスリング部と奇術クラブに所属していた。子供の頃、ビタミンA欠乏症で、夜盲症にかかったことがある。人を背負ったり、背負われたりすると、相手の過去を読みとることができる。給料は振込みで12万3700円（1982年当時）である。
初期はもっともまともな人間で、キワモノ揃いの課でのツッコミ役であったが次第に変態化していき、後半は奇行によるボケ役に転化した。顔も初期は美男子だったが後半は三白眼で不気味な顔になった。
松坂 艶二郎（まつざか えんじろう）
ええじゃない課の課長。大仏顔。極端に顔が大きい。年齢は満で18数えで40（自称）。300kgもの体重があるが、本人が言うには、毎日ヒンズースクワットで鍛えているせいか身軽である。体重を維持するため、サバとイワシをジューサーにかけたものをドンブリ3杯と、食後のデザートにドジョウを10匹、アイスクリームの上に乗せて食べている。非常に酒癖が悪い。極度の方向音痴で、市役所内でも迷うほどである。
初期はツッコミ役の須崎に対して主にボケ役として主人公格であったが、須崎がボケに徹するようになってからは出番が減る。
小林 俊子（こばやし としこ）
ええじゃない課の紅一点。21歳。おばさんといわれると激怒する。オリビア・ニュートンジョンの歌を川中美幸の節回しで歌う。酒豪。
小島（こじま）
ええじゃない課一の古株。おかっぱ頭で、度の強い眼鏡を掛けている。暗くおとなしい印象を受けるが、怒ると手がつけられなくなる。怪力の持ち主で、モーテル風の家を1人で壊したり、イルカを引きずって持ち帰ろうとしたりしたこともある。郷土史に精通している。
浅野（あさの）
ええじゃない課の常識人。彼だけはボケない。それゆえか、出番が少ない。とっとの助というインコを飼っている。
御山田（おやまだ）
ええじゃない課所属。くわえ煙草で話す癖があり、その都度、課長の松坂から中華丼を強引に食べさせられる叱責を受ける。体重75kgで、太りすぎを気にしている。お好み焼きについて一家言をもつ。

### 市役所
ミスター真ちゃん
人形。空気入りビニールではなく、特殊ゴムで加工しているので水洗い可。チェックの背広に蝶ネクタイを締めている。小島がミス聖子ちゃんを購入しようとした際、恥ずかしかったので小林名義で注文したところ、彼が送られて来たという経緯がある。後に話すようになる。口癖は「いっとおしょおおーっ!」。現在は玉鹿市役所のボイラーマンとして勤務している。
芋畑 五郎八（いもばたけ ごろはち）
玉鹿市長。細身。黒目で口ひげが特徴。玉鹿駅前に500坪の土地を持つ資産家である。市の緑化のため、市長専用の植物研究所を持っているが、そこから植物が逃げ出して大騒動に発展した。「何でも考え何でも知ってなんでもかんでもやってみよう」のナンデモカンデモ博士を自認する知識人。
戸締 アユ子（とじまり アユこ）
市長秘書。松坂課長にセクハラをよく受ける。小林と仲がいい。

### その他
下根田 寒斎（しもねた かんさい）
洋画家。1923年生まれ。玉鹿市の名士。ターナーの複製画を見て画家を志す。須崎のインタビューを受ける。
鹿角 砂肝左衛門（かづの すなぎもざえもん）
刀匠。屈指の名工だが、打つ刀すべて妖刀になってしまうため、技を封印。代わりに包丁を鍛造してみたが、その包丁を持った人が憑かれたようになって人に切りつけてしまい、鍋を鍛造したら、その鍋を手に取った人は憑かれたようにラーメンを作り続けてしまう。現在は、洋服を仕立てているが、今度はその服を着た人は着ている服を脱いだり着たりしたくなるという衝動に駆られてしまう。
溝板 駐助（どぶいた ちゅうすけ）
隣接する鼠市（ねずし）の観光課長。真面目な常識人。ゆえに松坂課長とええじゃない課を毛嫌いしているライバル。太い眉毛と細い目。大きい耳と鼠のような口ひげが特徴。語尾に「〜ちゅうちゅう」という鼠なまりがある。

## ええじゃない課の仕事
芋畑が「わがええじゃない課」と発言していることより、市長直属の部署と推察される。作品中に出てくる仕事は、以下のとおり。
- 広報車による広報活動。
- 豪雪対策訓練。
- ボクシングの世界タイトルマッチの主催。
- 鮭の稚魚の放流。
- 不法砂利採取の取り締まり。
- 桜まつりの警備。
- 水難救助訓練。
- タイヤ穴あけ魔の捜査。
- タウン誌「玉風」の取材。このとき、須崎は下根田邸を訪ねる。
- 観光客の誘致。
- お産の手伝い。このとき、作者生命を賭けた少年誌史上初の出産シーンと題した絵が公開された（実際は、コウノトリが運んできた赤ん坊を母親が受け取っている場面を見開きで描写しただけであった）。
- ブロック塀の耐震検査。
- 水道管の緊急補修工事。
- 子供の救助。

その他にも、豚の去勢・もてない男の嫁はんの世話・借金の保証人・離婚の相談・寝たきり老人のオムツの世話などをしているようである。
なお、着任したての須崎に対し、松坂が「仕事は自分で見つけろ」といった主旨の叱責をしていることより、各人が自発的に行っている仕事もあると考えられる。

## 備考
1988年に刊行された『ブロイラーは赤いほっぺ』（河出書房新社）のあとがきで「この作品はええじゃない課を下敷きにしている」と山上は記述している。